# Vila Planalto

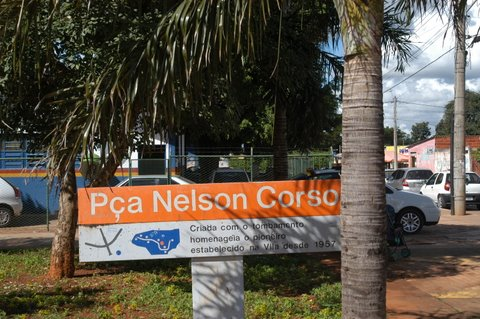
Praça criada com o tombamento da vila em homenagem a Nelson Corso, estabelecido na Vila em 1957

A Vila Planalto é uma comunidade de Brasília, no Distrito Federal, que fica mais especificamente entre o Palácio do Planalto e o Palácio da Alvorada, respectivamente o local de trabalho e a moradia do Presidente da República. No ano de 2008 a Vila Planalto tem cerca de 1000 lotes residenciais e 7.000 moradores. Tombada pelo patrimônio histórico, a Vila nasceu para receber os trabalhadores que vieram de todo Brasil para construir a capital idealizada por Juscelino Kubitschek.

## História

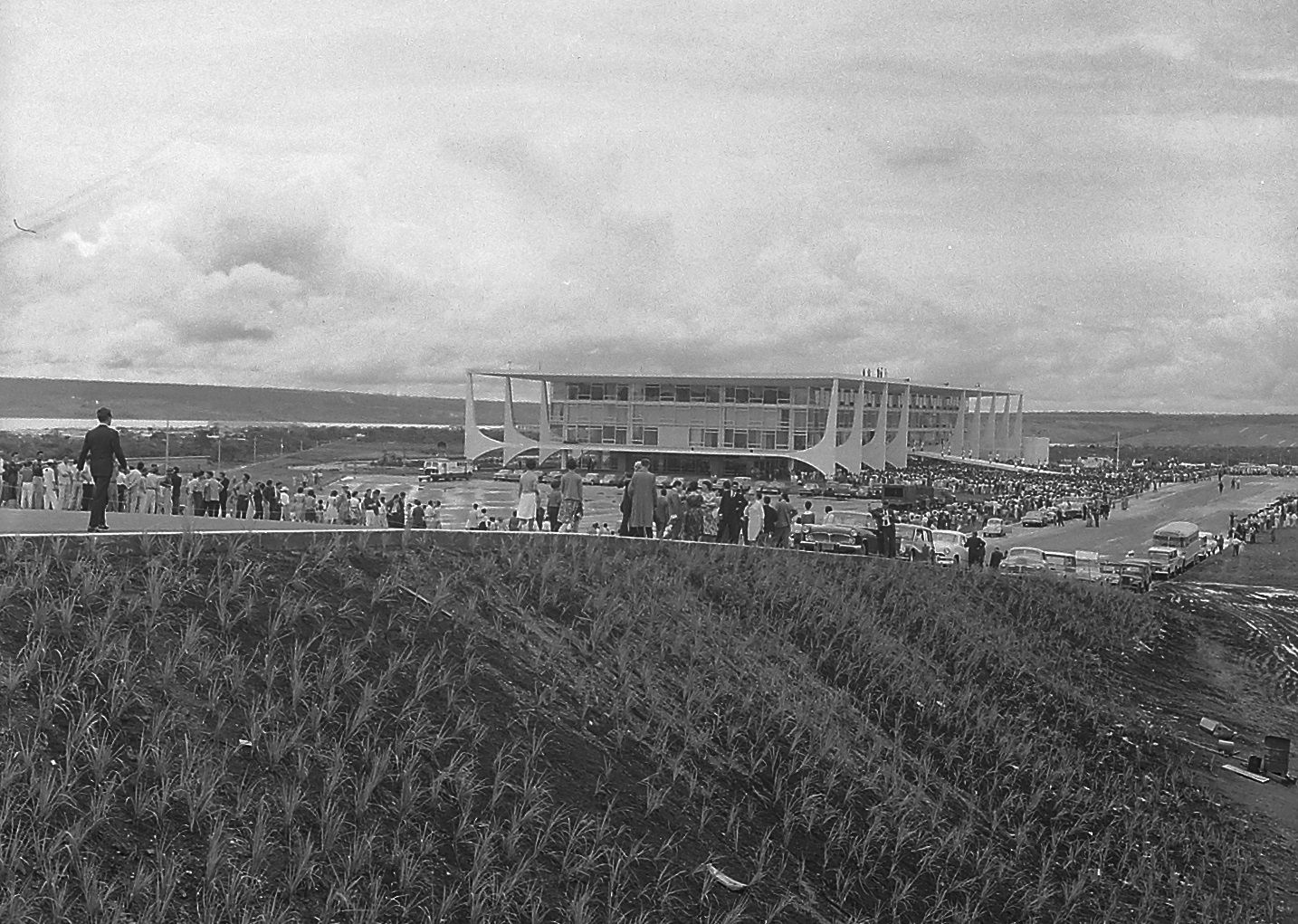
A Vila Planalto era um dos acampamentos mais próximos as obras, e deve seu nome a proximidade com o Palácio do Planalto (imagem), que fica a menos de 900 metros.

A Vila Planalto é um símbolo da resistência dos “pioneiros”, trabalhadores que arregaçaram as mangas e, efetivamente, ergueram a cidade centro do poder no país. A Vila foi criada em 1957, para abrigar os diversos acampamentos de trabalhadores das construtoras que erigiram a nova capital. Após a conclusão de Brasília, a ideia era remover os acampamentos das construtoras na Vila Planalto e transferir as famílias pioneiras para regiões administrativas próximas como Samambaia, que foi criada com esse intuito. Mas, graças à luta comunitária iniciada na década de 1980, pelo grupo das dez e pela menina Leiliane Rebouças, que burlou a segurança do presidente da república e entregou uma carta pedindo a fixação dos moradores, sendo atendida, a vila permaneceu no lugar e os moradores não foram transferidos para a Samambaia.
A Vila Planalto surgiu da instalação dos acampamentos das várias construtoras que se instalaram na cidade para a construção do Plano Piloto de Brasília de Lúcio Costa. A Rabelo e a Pacheco Fernandes foram as primeiras firmas a se instalarem, ainda em 1956, para construírem, respectivamente, o Palácio da Alvorada e o Brasília Palace Hotel.
A Vila Planalto herdou o nome da Construtora Planalto. Anteriormente era conhecida como "Vila da Planalto", que era construtora, apesar do nome, norte americana.
Com o final dessas obras, em 1957/1958, seus acampamentos foram transferidos para o local conhecido, hoje, como Vila Planalto, para a construção do Eixo Monumental e da Praça dos Três Poderes. Com o início das obras na Praça dos Três Poderes e na Esplanada dos Ministérios, a NOVACAP permitiu que outras construtoras erguessem, simultaneamente, seus acampamentos em locais próximos aos já existentes.
Em 1958, já estavam construídos, aproximadamente, vinte e dois acampamentos ao redor do conjunto das obras, prioritárias para da cidade. Nessa época, a Vila Planalto ocupava uma área que extrapola em muito a atual. O conjunto se estendia desde o local, agora ocupado pelos Anexos dos Ministérios, Senado Federal, Palácio do Planalto, Setores de Embaixadas e Clubes Norte, indo até perto do Palácio da Alvorada. O Lago Paranoá cobriu parte de alguns desses acampamentos.

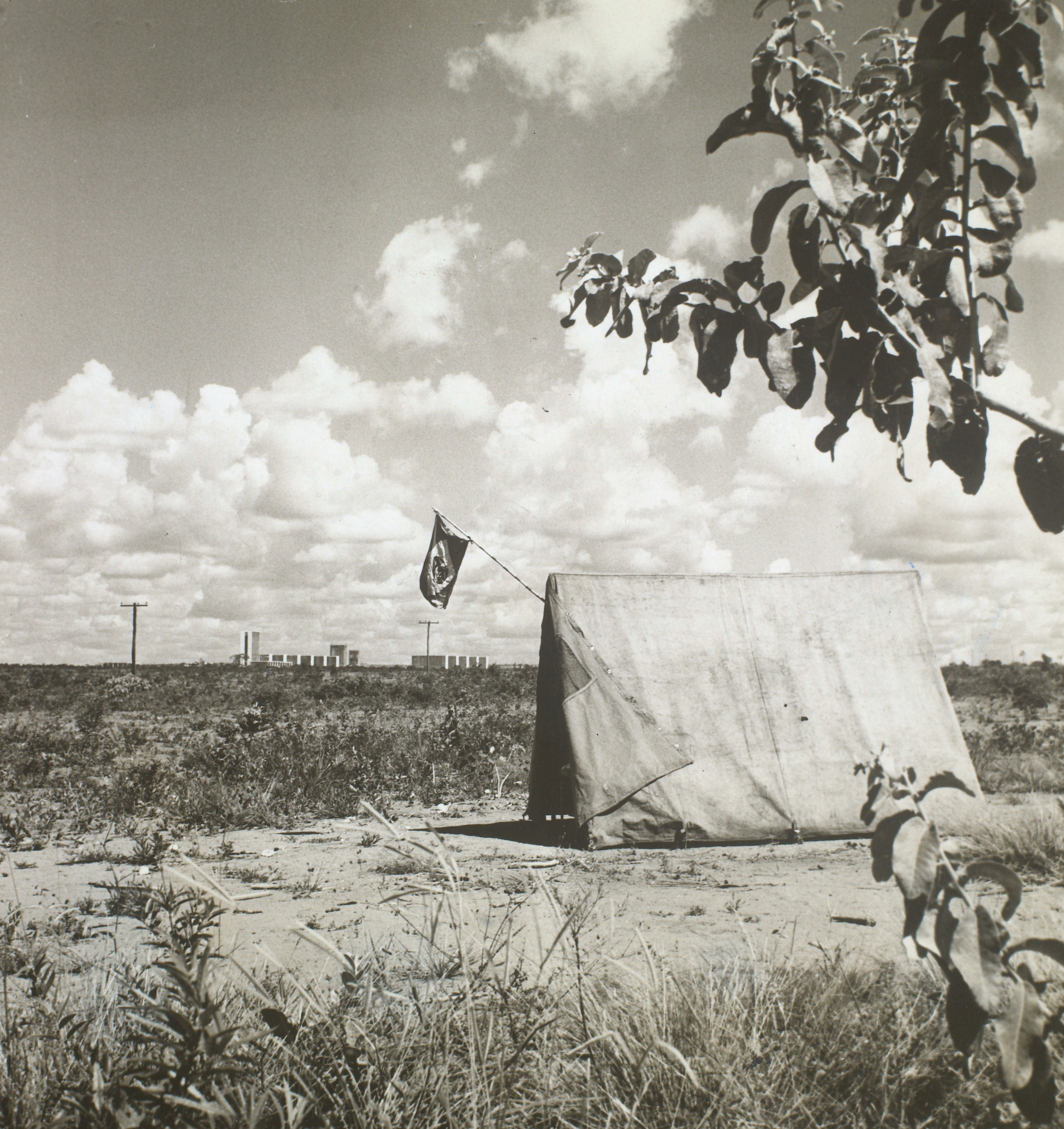
Uma barraca na região da Vila Planalto. Ao fundo, é possível ver os prédios da Praça dos Três Poderes e da Esplanada dos Ministérios.

Além dos acampamentos da Rabelo e da Pacheco Fernandes já citados, contribuíram para a formação da Vila Planalto os acampamentos dos Mineiros, do Tamboril e das seguintes companhias: Adil, Atlas, Consispa, CVB, DFL, DTUI, EBE, Ecisa, Emulpress, ESOL, Nacional, Pederneiras, Planalto, Telebrás, WSK, entre outras. Os anexos Mocó, Maracujá e Dó-ré-mi também tiveram sua origem nos primeiros tempos da Vila, cujos moradores eram trabalhadores de algumas dessas firmas, além de acampamentos de outras áreas como Torto, Bragueto, Paranoá, Saturnino Brito, etc.A Vila, hoje, é constituída por remanescentes de seis acampamentos: Rabelo, Pacheco Fernandes, DFL, Tamboril, Emulpress, EBE e pelos remanescentes do Acampamento da Nacional.
É o núcleo urbano mais íntegro e característico dos remanescentes da época da construção de Brasília e de reconhecido valor histórico no processo de ocupação do território do Distrito Federal e, por isso, tombado em 1988. A história da Escola da Vila Planalto se confunde com a história da construção da capital. A escola foi criada para proporcionar educação de qualidade aos filhos dos operários que trabalhavam e residiam nos acompanhamentos.Inicialmente, era uma escola pequena, construída de madeira, paralela à capela de Nossa Senhora do Rosário e que oferecia ensino de 1ª a 6ª séries do Ensino Fundamental I, antigo 1º grau.
A Vila Planalto possui mais de 40 restaurantes de especialidades variadas frequentados em sua maioria por funcionários públicos que trabalham na Esplanada dos Ministérios. A Vila tem uma flagrante vocação para Polo Gastronômico , faltando apenas investimentos urbanísticos para a inclusão no Mapa Turístico do Distrito Federal.